# Natalia Gherman
Pour les articles homonymes, voir Gherman.
Natalia Gherman (née le 20 mars 1969 à Chișinău) est une femme politique moldave. Vice-Première ministre et ministre des Affaires étrangères depuis le 30 mai 2013, elle exerce les fonctions de Premier ministre par intérim du 22 juin au 30 juillet 2015.

## Distinctions
- Commandeur première classe de l'ordre royal de l'Étoile polaire